# Olivier-Gérard de Spoelberch
Olivier Jean Gérard de Spoelberch (Brussel, 23 februari 1885 - Sint-Jans-Molenbeek, 22 september 1929), ook de Spoelberch-Lovenjoel, lid van de familie van de burggraven de Spoelberch, was een Belgisch hoogleraar aan de Katholieke Universiteit Leuven.

## Levensloop
Olivier was de derde zoon van Adolphe de Spoelberch (1839-1913) en Elise Willems (1855-1943). Hij trouwde met Madeleine de la Barre d'Erquelinnes (1887-1947), die de zus was van graaf Henri de la Barre d'Erquelinnes (1885-1961), senator en korte tijd minister van Landbouw in 1945. Het echtpaar kreeg twee dochters en een zoon, die ongehuwd bleef en aldus de laatste mannelijke afstammeling uit deze lijn was. Zijn kinderen waren:
- Eliane de Spoelberch (1915-2005), gehuwd met Henri van Strydonck de Burkel (1903-2000), zoon van generaal Victor van Strydonck de Burkel
- Roger de Spoelberch (1917-1993)
- Amicie de Spoelberch (1922-2008), gehuwd met ondernemer Luka Bailo (1936-2004)

Hij werd economist en promoveerde tot hoogleraar aan de Katholieke Universiteit Leuven. Hij was het nog niet lang toen hij op vierenveertigjarige leeftijd overleed.
Hij werkte mee aan de studie La Réforme sociale, publiée par un groupe d'économistes avec le concours de la Société d'économie sociale, de la Société bibliographique, des Unions de la paix sociale, et sous le patronage de M. F. Le Play, 1897-1901.
Kort voor zijn dood ondernam hij een studie over het belastingwezen in Italië, die aanleiding gaf tot het schrijven van een boek dat postuum werd uitgegeven.

## Publicatie
- L'Impôt sur le revenu en Italie (1908).